# Metalpheus hawaiiensis
Metalpheus hawaiiensis är en kräftdjursart som först beskrevs av John R. Edmondson 1925.  Metalpheus hawaiiensis ingår i släktet Metalpheus och familjen Alpheidae. Inga underarter finns listade i Catalogue of Life.